# Törtel
Törtel je vas na Madžarskem, ki upravno spada pod podregijo Ceglédi Županije Pešta.